# Crypthelia vascomarquesi
Crypthelia vascomarquesi is een hydroïdpoliep uit de familie Stylasteridae. De poliep komt uit het geslacht Crypthelia. Crypthelia vascomarquesi werd in 1992 voor het eerst wetenschappelijk beschreven door Zibrowius & Cairns. 